# Priapella intermedia
Priapella intermedia è un piccolo pesce d'acqua dolce, appartenente alla famiglia Poeciliidae.

## Distribuzione e habitat
Questa specie è endemica del Messico. Abita acque piuttosto mosse, i giovani si nascondono nel fondo roccioso di acque correnti, gli adulti vivono in banchi anche numerosi nelle anse di torrenti e fiumi veloci, con temperature comprese tra i 25 e i 27 °C.

## Descrizione
P. intermedia presenta un corpo allungato, compresso ai fianchi, a profilo vagamente romboidale. Il dorso è incurvato, così come il ventre, piuttosto pronunciato. La pinna dorsale è allungata e arrotondata, la coda è ampia e a delta. Il maschio è provvisto di un lungo gonopodio. 
 La livrea è tendenzialmente grigio fumo trasparente, con scaglie orlate di scuro, sfumature gialle e riflessi azzurrini. Lungo i fianchi corre una tenue linea orizzontale bluastra. Le pinne sono giallo-trasparenti orlate di chiaro. 

Le dimensioni si attestano sui 5 cm.

## Biologia

### Alimentazione
Priapella intermedia ha dieta tendenzialmente insettivora: spicca anche balzi fuori dall'acqua per catturare gli insetti che volano vicini alla superficie.

### Riproduzione
Come tutti i Peciliidi, la fecondazione è interna e la femmina cova le uova internamente, partorendo avannotti durante la schiusa.

## Acquariofilia
Non facilmente reperibile in commercio, è allevata prevalentemente dagli appassionati.